# یاشون
یاشون (به لاتین: Jasion) یک روستا در لهستان است که در گمینا ژارنوو واقع شده‌است.